# The Better Way (film 1911)
The Better Way è un cortometraggio muto del 1911 diretto da Thomas H. Ince.

## Produzione
Il film fu prodotto dall'Independent Moving Pictures Co. of America (IMP).

## Distribuzione
Distribuito dalla Motion Picture Distributors and Sales Company, il film - un cortometraggio in una bobina - uscì nelle sale cinematografiche statunitensi il 12 ottobre 1911. Dopo che la Universal Film Manufacturing Company inglobò la IMP di Carl Laemmle, la nuova compagnia distribuì nuovamente il film il 12 ottobre 1914 e, quindi, nel 1922 con i titoli Going Straight e Mary's Convert.
Non si conoscono copie ancora esistenti della pellicola che viene considerata presumibilmente perduta.